# Phytomyza permutata
Phytomyza permutata este o specie de muște din genul Phytomyza, familia Agromyzidae, descrisă de Erich Martin Hering în anul 1962.
Este endemică în Germania. Conform Catalogue of Life specia Phytomyza permutata nu are subspecii cunoscute.